# 한승철 (법조인)
한승철(韓承哲, 1963년 ~ )은 대한민국의 법조인이다.

## 학력
- 1982년 광주고등학교 졸업
- 1986년 서울대학교 법과대학 법학과 졸업

## 경력
- 1985년 제27회 사법시험 합격
- 1988년 제17기 사법연수원
- 1991년 서울지방검찰청 검사
- 1995년 수원지방검찰청 검사
- 1997년 법무부 국제법무심의관실 검사
- 2000년 주제네바대한민국대표부 법무협력관
- 2003년 부산지방검찰청 형사3부 부장검사
- 2004년 6월 법무부 국제법무과 과장
- 2006년 2월 서울중앙지방검찰청 형사6부 부장검사
- 2009년 9월 ~ 2010년 4월 대검찰청 감찰부 부장
- 2012년 법무법인 대륙아주 변호사
- 2012년 한국인권재단 이사